# Netelia
Genre
Netelia est un genre d'insectes ichneumonidés nocturnes, parasites des larves de lépidoptères, et trouvés dans l'holarctique.

## Liste des espèces
Selon Fauna Europaea :
- Netelia ahngeri (Kokujev, 1906)
- Netelia alpina (Rudow, 1886)
- Netelia arabs (Strand, 1911)
- Netelia atlantor Aubert, 1971
- Netelia caucasica (Kokujev, 1899)
- Netelia contiguator Delrio, 1975
- Netelia cristata (Thomson, 1888)
- Netelia denticulator Aubert, 1969
- Netelia dilatata (Thomson, 1888)
- Netelia elevator Aubert, 1971
- Netelia frankii (Brauns, 1889)
- Netelia fulvator Delrio, 1971
- Netelia fuscicarpus (Kokujev, 1899)
- Netelia fuscicornis (Holmgren, 1860)
- Netelia incognitor Delrio, 1971
- Netelia infractor Delrio, 1971
- Netelia japonica (Uchida, 1928)
- Netelia krishtali Tolkanitz, 1971
- Netelia latungula (Thomson, 1888)
- Netelia lineolata (Costa, 1883)
- Netelia maculiventris (Kokujev, 1915)
- Netelia melanura (Thomson, 1888)
- Netelia meridionator Aubert, 1960
- Netelia millieratae (Kriechbaumer, 1897)
- Netelia nervulator Aubert, 1971
- Netelia nigricans (Kriechbaumer, 1898)
- Netelia nigricarpus (Thomson, 1888)
- Netelia nomas (Kokujev, 1899)
- Netelia ocellaris (Thomson, 1888)
- Netelia opacula (Thomson, 1888)
- Netelia ornata (Vollenhoven, 1873)
- Netelia pallescens (Schmiedeknecht, 1910)
- Netelia paramelanura Tolkanitz, 1981
- Netelia parvula (Meyer, 1927)
- Netelia pharaonum (Schmiedeknecht, 1910)
- Netelia praevalvator Delrio, 1971
- Netelia punctator Delrio, 1971
- Netelia rufescens (Tosquinet, 1896)
- Netelia silantjewi (Kokujev, 1899)
- Netelia tarsata (Brischke, 1880)
- Netelia terebrator (Ulbricht, 1922)
- Netelia testacea (Gravenhorst, 1829)
- Netelia thomsonii (Brauns, 1889)
- Netelia vinulae (Scopoli, 1763)
- Netelia virgata (Geoffroy, 1785)